# Stefán Þórðarson
Pour les articles homonymes, voir Thórdarson.
Stefán Þór Þórðarson (né le 27 mars 1975) est un footballeur islandais. Il évolue au poste d'attaquant.

## Carrière
Il joue dans plusieurs clubs islandais, suédois, norvégien, allemand et anglais avant de revenir en Islande à l'ÍA Akranes où il stoppe une première fois sa carrière en septembre 2008.
Toutefois, il fait son retour sur les terrains de football en février 2009 dans le club du FC Vaduz au Liechtenstein. Il décide ensuite de finir sa carrière dans ses deux clubs de cœur, l'IFK Norrköping en juin 2009, puis l'ÍA Akranes en janvier 2010.

## Sélection nationale
Stefán est international islandais, marquant dès sa première sélection contre l'Afrique du Sud.
Il est sélectionné à cinq reprises entre 1998 et 1999, et ne retrouve l'équipe nationale qu'en 2008 contre le Pays de Galles.

## Palmarès
- ÍA Akranes:
  - Championnat d'Islande: Champion en 1994, 1995 et 1996
  - Coupe d'Islande: Vainqueur en 1996 et 2003
  - Coupe de la Ligue islandaise: Vainqueur en 2003
  - Supercoupe d'Islande: Vainqueur en 2003
- IFK Norrköping:
  - Superettan: Champion en 2007
- FC Vaduz:
  - Coupe du Liechtenstein: Vainqueur en 2009[1]